# Josef Hellenbrock

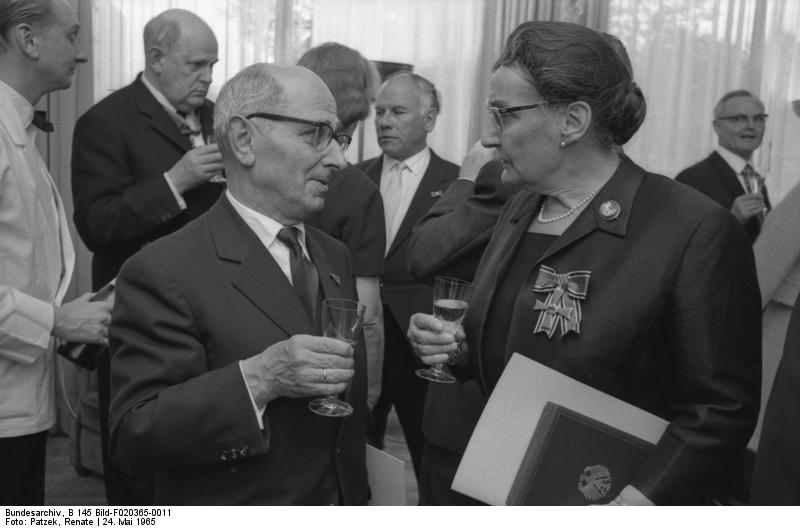
Hellenbrock erhält das Bundesverdienstkreuz 1965

Josef Hellenbrock (* 26. Januar 1900 in Bad Reichenhall; † 7. April 1977 in Krefeld) war ein deutscher Politiker der SPD.

## Leben
Nach der Volksschule absolvierte Hellenbrock, der konfessionslos war, eine Dreherlehre und arbeitete bis 1927 in diesem Beruf. Von 1933 an war Hellenbrock zunächst arbeitslos. Von 1935 bis 1938 war er wegen angeblichen Hochverrats inhaftiert. Nach seiner Haftentlassung arbeitete er bis zum Kriegsende erneut als Dreher.
Hellenbrock war von 1920 bis 1928 in der Sozialistischen Arbeiterjugend tätig. 1922 trat er in die SPD ein. Von 1927 bis 1933 war er hauptamtlich für die SPD tätig.
Hellenbrock war noch kurzzeitig 1933 und dann wieder von 1945 bis 1970 Stadtverordneter in Krefeld, nach dem Zweiten Weltkrieg als Vorsitzender der SPD-Fraktion. 1946/47 gehörte er in beiden Ernennungsperioden dem Ernannten Landtag von Nordrhein-Westfalen an. Vom 18. März 1949, als er für den verstorbenen Ernst Gnoß nachrückte, bis 1950 gehörte er dem ersten gewählten NRW-Landtag an. Von 1953 bis 1969 gehörte er, stets über die Landesliste Nordrhein-Westfalen gewählt, dem Deutschen Bundestag an.
Hellenbrock war von 1956 bis 1961 Oberbürgermeister von Krefeld. Anschließend war er bis 1970 Erster Stellvertreter des Oberbürgermeisters.

## Ehrungen
Hellenbrock erhielt 1965 das Große Bundesverdienstkreuz und wurde 1970 zum Ehrenbürger Krefelds ernannt. Nach ihm ist das Josef-Hellenbrock-Haus der SPD in Krefeld benannt.